# Walter Sittler

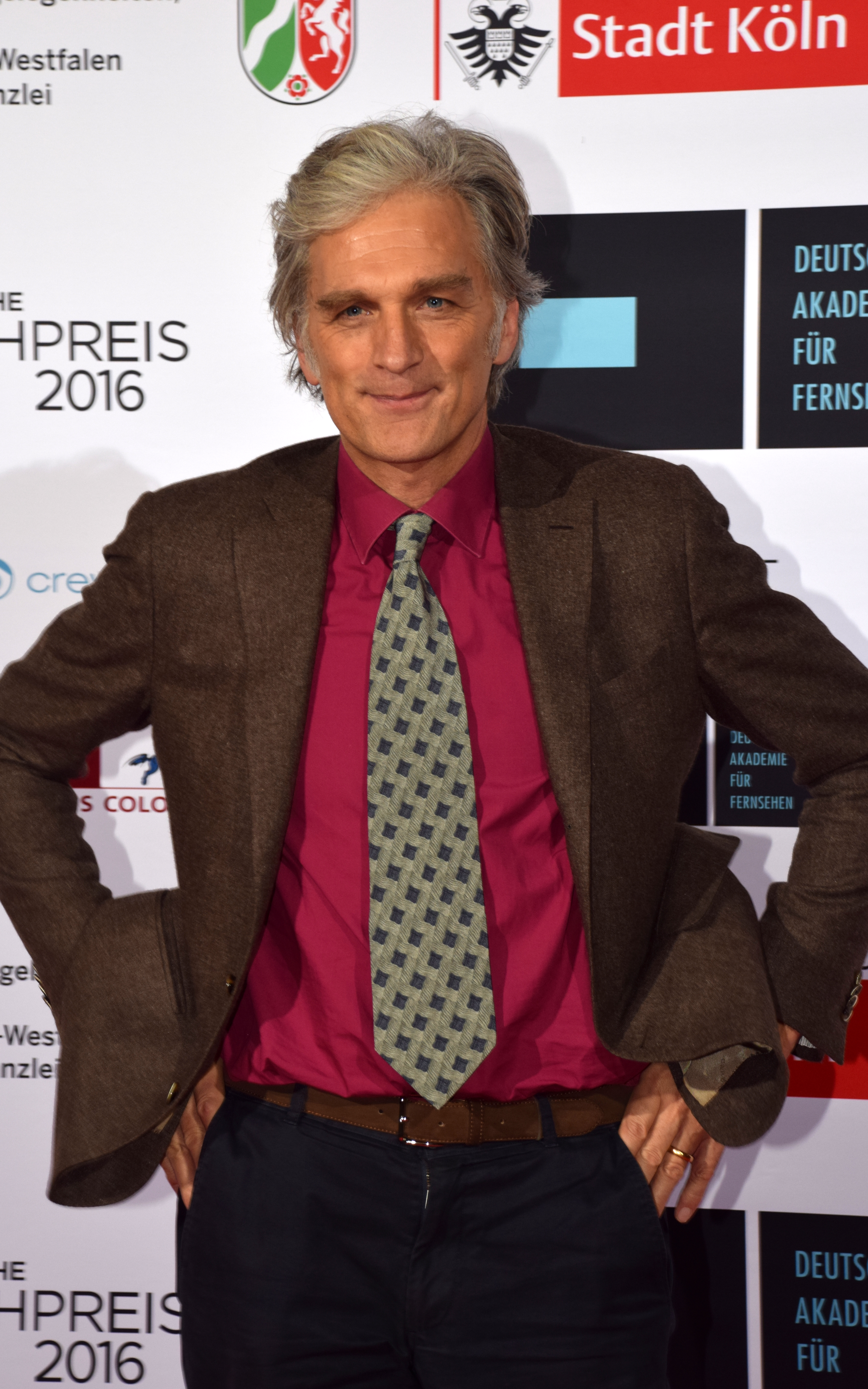
Walter Sittler, 2015

Walter Sittler (* 5. Dezember 1952 in Chicago, Illinois) ist ein US-amerikanisch-deutscher Schauspieler und Filmproduzent.
Er wurde Mitte der 1990er Jahre mit der Fernsehserie girl friends sowie der Sitcom Nikola bekannt. Ab 2007 spielte er die Titelrolle in der Krimi-Serie Der Kommissar und das Meer.

## Leben
Als jüngstes von acht Kindern des deutschstämmigen US-amerikanischen Literaturprofessors Edward Vieth Sittler und dessen Frau Margret Sittler, einer deutschen Lehrerin und Übersetzerin, kam er mit seiner Familie 1958 nach Deutschland. Er wuchs vor allem in Internaten auf und besuchte unter anderem mit einem Stipendium drei Jahre lang die Schule Schloss Salem, in der seine Mutter stellvertretende Schulleiterin war.
Zunächst interessierte er sich für Medizin als Studienfach, der Numerus clausus und seine Erfahrungen als Krankenpfleger hielten ihn aber von einem solchen Studium ab. Nach der Schule verpflichtete er sich für zwei Jahre als Soldat auf Zeit bei der Bundeswehr, danach lebte und arbeitete er ein Jahr bei seiner Schwester in Lima. Aufgrund seiner Geburt in den USA ist er auch im Besitz der US-amerikanischen Staatsbürgerschaft. 1985 heiratete Sittler die Dokumentarfilm-Regisseurin Sigrid Klausmann, die zu der Zeit als Lehrerin für Sport und Gymnastik an mehreren Schulen tätig war und daneben als Lehrerin für Modern Dance und als Choreografin arbeitete.
Seit 1988 wohnt er mit seiner Frau in Stuttgart-Möhringen. Sie haben drei erwachsene Kinder. Einer ihrer Söhne arbeitete in London für die Modeschöpferin Vivienne Westwood.

## Werdegang

### Ausbildung und Theater
Bei einem Besuch der Falckenberg-Schule für Schauspiel in München begann er, sich für das Fach zu interessieren. Er nahm dort 1978 ein Studium auf und debütierte 1981 am Mannheimer Nationaltheater. 1988 wechselte er an das Staatstheater Stuttgart, wo er bis 1995 engagiert war. Seit 2006 ist Sittler auf Tournee mit unterschiedlichen Solo-Bühnenprogrammen von und über Erich Kästner: Als ich ein kleiner Junge war über die Dresdner Kindheit von Erich Kästner, Prost, Onkel Erich! sowie Weihnachten mit Kästner.
Im November 2010 hatte sein zweites Erich-Kästner-Programm Vom Kleinmaleins des Seins in der Gläsernen Manufaktur in Dresden Premiere. Nach einer Hommage als Leseabend mit Musik für den Kabarettisten Dieter Hildebrandt, Ich bin immer noch da (2015) schloss sich Ende 2017 eine weitere Hommage an den kurz zuvor verstorbenen Publizisten Roger Willemsen an. Hier wurde Sittler begleitet von der Violinistin Franziska Hölscher und der Pianistin Marianna Shirinyan. Die Texte und auch die Musik zum Thema Landschaften hatte noch Willemsen ausgewählt.
Seit 2021 ist er zusammen mit dem Schlagzeuger Stefan Weinzierl in einer Konzertlesungs-Adaption von Michael Endes Momo zu sehen.

### Film und Fernsehen

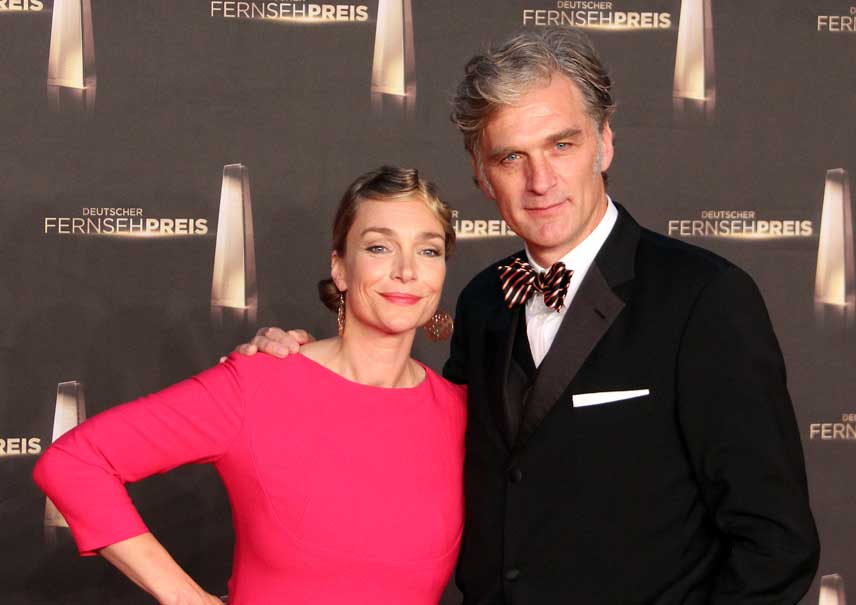
Walter Sittler mit Aglaia Szyszkowitz, 2012

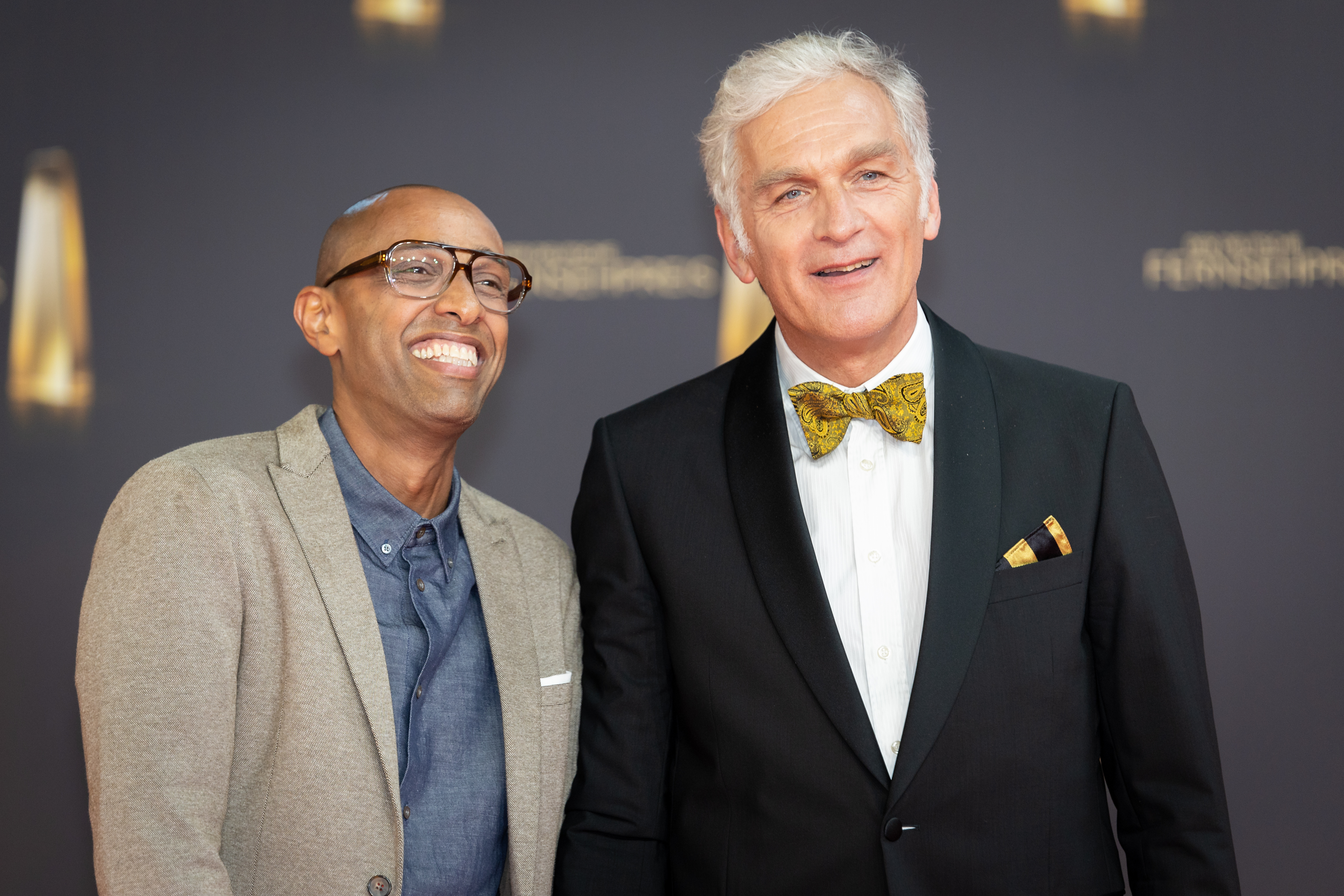
Sittler mit Amiaz Habtu, 2022

Einem größeren Publikum wurde Sittler Mitte der 1990er Jahre durch das Fernsehen bekannt, insbesondere an der Seite von Mariele Millowitsch in der Serie girl friends – Freundschaft mit Herz als Hoteldirektor Ronaldo Alexander Walter Schäfer sowie in der Sitcom Nikola, wo er den Chefarzt Dr. Robert Schmidt verkörperte. Daraufhin wurde er in zahlreichen anderen Serien und Filmen besetzt. 1997 gründete er gemeinsam mit seiner Ehefrau, die zum Dokumentarfilm gewechselt hatte, die Filmproduktionsfirma Schneegans productions, mit der sie u. a. Dokumentationen produzierten.
2000 übernahm Sittler an der Seite von Birge Schade im ZDF-Zweiteiler Die Wüstenrose über die Kolonialzeit die Hauptrolle des Farmers Richard von Salomon. Für die Produktion drehte er erstmals mit seiner Tochter Jennifer Sittler, die in diesem Zweiteiler als Maris von Salomon seine Filmtochter spielte. Daneben wirkte er auch in internationalen Filmproduktionen mit, so spielte er 2004 den Filmvater von Jessica Boehrs in der US-amerikanischen Teenie-Filmkomödie Eurotrip.
2007 war er an der Seite von Aglaia Szyszkowitz in der Filmkomödie Heute heiratet mein Mann zu sehen, einem Remake des gleichnamigen Films aus dem Jahr 1956. Im selben Jahr übernahm er eine durchgehende Serienrolle mit der Titelrolle in der ZDF-Krimireihe Der Kommissar und das Meer, wo er den auf der Insel Gotland in Schweden ermittelnden deutschstämmigen Kommissar Robert Anders darstellte. Bis 2021 spielte er in 29 Folgen diese Rolle. Im Anschluss an die Serie entstand der Film Der Kommissar und der See – Liebeswahn, in der der pensionierte Kommissar nach Deutschland zurückkehrt und am Bodensee in einen Kriminalfall verwickelt wird.
2010 spielte Sittler in Josh Broeckers Scheidung für Fortgeschrittene erneut an der Seite von Mariele Millowitsch ein Ehepaar; sie waren als Ehepaar Wiedemann, das sich nach 20 Ehejahren scheiden lassen will, zu sehen. In dem Fernsehfilm Sternstunde ihres Lebens über die Aufnahme der Gleichberechtigung in den Grundrechteteil der bundesdeutschen Verfassung übernahm er 2014 die Rolle des rheinland-pfälzischen CDU-Kultusminister Albert Finck. 2017 spielte er in der Fernseh-Trilogie Eltern allein zu Haus gemeinsam mit Susanna Simon das Ehepaar Winter, in der Folge Die Winters übernahmen Sittler und Simon die Titelrollen. Von 2018 bis 2020 verkörperte Sittler neben Max Herbrechter, Theresa Scholze und Catherine Bode in der ARD-Fernsehreihe Daheim in den Bergen die Hauptrolle des Sebastian Leitner, der in der fünften Folge Väter gemeinsam mit Herbrechter in der Rolle des Lorenz Huber den Serientod stirbt. In der vierteiligen TVNOW-Miniserie Unter Freunden stirbt man nicht spielte er 2020 an der Seite von Iris Berben, Heiner Lauterbach, Adele Neuhauser und Michael Wittenborn die Rolle des Hermann. 2021 war er neben Maike Johanna Reuter und Nicole Heesters in dem ZDF-Herzkinofilm Ein Sommer in Antwerpen in der Rolle des Marc Aurich zu sehen. 2021 agierte er als der an Krebs erkrankte Rentner und Bücherwurm Hermann Weber an der Seite von Andrea Sawatzki in Ingo Raspers Tragikomödie Sterben ist auch keine Lösung.

## Soziales und politisches Engagement
Walter Sittler war auf Vorschlag der SPD Baden-Württemberg Mitglied der 13. und der 14. Bundesversammlung, die am 23. Mai 2009 bzw. am 30. Juni 2010 den Bundespräsidenten wählte.
Seit Februar 2010 ist er offizieller Pate des Kinderhospizes Bethel.
Er unterstützt seit vielen Jahren die SOS-Kinderdörfer. 2006 hat er die Aktion „6 Dörfer für 2006“ mit seinem Gewinn bei Wer wird Millionär? unterstützt. Er ist Pate des SOS-Kinderdorfes in Sankt Petersburg.
Gemeinsam mit seiner Frau bereitet er die Dokumentation 199 kleine Helden vor, die Kinder aus aller Welt auf ihrem Schulweg begleiten soll. Die öffentlich-rechtlichen Rundfunkanstalten zeigten jedoch wenig Interesse an der Thematik, sodass das Ehepaar gezwungen war, u. a. über Crowdfunding und mit der Unterstützung von Senta Berger die Finanzierung des Projekts weiter zu führen. Berichte der Boulevardpresse über eine angebliche Insolvenz erwiesen sich als falsch. Die unklare Finanzierung förderte jedoch die Entscheidung, nicht die Schulwege, sondern die Schulkinder selbst in den Mittelpunkt zu stellen. Der erste Kinofilm dieses Langzeitprojekts heißt Nicht ohne uns! und stellt 16 Kinder ausführlich vor. Dieser Dokumentarfilm wurde mit drei Filmpreisen ausgezeichnet, darunter der Goldene Spatz 2016.
Seit Herbst 2009 engagiert er sich beim Bürgerprotest gegen das Bahnhofsprojekt „Stuttgart 21“. Sittlers Protest gegen „Stuttgart 21“ geht von der Annahme aus, dass nicht eine Verbesserung der Zugverbindungen für das Bahnprojekt ursächlich waren, sondern in erster Linie die Immobilien, die auf dem freiwerdenden Bahnareal gebaut werden sollen.
Sein Engagement wurde von Seiten des damaligen Generalsekretärs der CDU Baden-Württemberg, Thomas Strobl, scharf kritisiert. Er unterstellte Sittler „mangelndes Demokratieverständnis“ aufgrund der Mitgliedschaft dessen Vaters in der NSDAP. Er bezeichnete Sittler als „jemand, der in Wahrheit mit unserer Demokratie nichts am Hut hat“. Sittler entgegnete, er habe aus der Nazi-Vergangenheit seines Vaters kein Geheimnis gemacht und dies im Rahmen einer Dokumentation des ZDF sehr offen thematisiert. Nach öffentlicher Empörung über Strobls Äußerungen entschuldigte sich dieser wenig später bei Sittler.

## Filmografie (Auswahl)

### Schauspieler
- 1987: Die Schwarzwaldklinik (Fernsehserie, 2 Folgen)
- 1989: Tatort – Die Neue (Fernsehserie)
- 1993–1994: Stadtklinik (Fernsehserie, 2 Folgen)
- 1990: Liebesgeschichten (Fernsehserie, 1 Folge)
- 1995–2004: girl friends – Freundschaft mit Herz (Fernsehserie, 69 Folgen)
- 1995: Rosemarie Nitribitt – Tod einer Edelhure
- 1996: Mutproben
- 1996–2005: Nikola (Fernsehserie, 110 Folgen)
- 1997: Lebenslang ist nicht genug
- 1998: Das Amt (Fernsehserie, Folge 2x13)
- 1998: SOKO 5113 (Fernsehserie, Folge 16x05)
- 1999: Rivalinnen der Liebe
- 2000: Die Wüstenrose
- 2000: Das Herz des Priesters
- 2001: Der Millionär und die Stripperin
- 2002: Churchill – The Gathering Storm (The Gathering Storm, Fernsehfilm)
- 2002: Der Templer (Kurzfilm)
- 2003: Für immer verloren
- 2004: Der Mustervater – Allein unter Kindern
- 2004: Eurotrip
- 2004: Die unlösbaren Fälle des Herrn Sand
- 2004–2007: Ein Fall für den Fuchs (Fernsehreihe, 6 Folgen)
- 2005: Adelheid und ihre Mörder (Fernsehserie, Folge 5x07)
- 2005: Ein Geschenk des Himmels
- 2006: Heute heiratet mein Mann
- 2007: Reife Leistung
- 2006: Trau niemals deinem Schwiegersohn
- 2007: Der Mustervater 2 – Opa allein zu Haus
- 2007: Der Butler und die Prinzessin
- 2007–2021: Der Kommissar und das Meer (Fernsehreihe, 29 Teile) → siehe Episodenliste
- 2009: Das Traumschiff (Fernsehserie, Folge 1x59)
- 2010: Scheidung für Fortgeschrittene
- 2010: Kommissar Stolberg (Fernsehserie, Folge 5x02)
- 2010: Weihnachten im Morgenland
- 2011: Halbe Portionen
- 2011: Almanya – Willkommen in Deutschland
- 2012: Die Jagd nach dem weißen Gold
- 2012: Polizeiruf 110 – Fieber
- 2013: Der Minister
- 2013: Der große Schwindel
- 2014: Sternstunde ihres Lebens
- 2014: Zu mir oder zu dir?
- 2015: 600 PS für zwei (Fernsehfilm)
- 2015: Alleine war gestern
- 2015: Das goldene Ufer
- 2015: Starfighter – Sie wollten den Himmel erobern
- 2015: Ostwind 2
- 2016: Viktor (Kurzfilm)
- 2017: Eltern allein zu Haus (Fernseh-Trilogie)
  - 2017: Die Schröders (Film 1)
  - 2017: Die Winters (Film 2)
  - 2017: Frau Busche (Film 3)
- 2018: Venus im vierten Haus
- 2018–2019: Daheim in den Bergen (Fernsehreihe)
  - 2018: Liebesleid
  - 2018: Schwesternliebe
  - 2019: Liebesreigen
  - 2019: Schuld und Vergebung
- 2020: Der Liebhaber meiner Frau
- 2020: Die Getriebenen
- 2020: Unter Freunden stirbt man nicht (Fernsehserie, 4 Folgen)
- 2021: Ein Sommer in Antwerpen (Fernsehreihe)
- 2021: Sterben ist auch keine Lösung (Fernsehfilm)[21]
- 2022: Der Kommissar und der See – Liebeswahn (Fernsehreihe)
- 2023: Der Kommissar und der See – Narrenfreiheit (Fernsehreihe)
- 2023: Wie kommen wir da wieder raus?
- 2024: Der Kommissar und der See – In besseren Kreisen (Fernsehreihe)
- 2024: Tödliche Schatten

### Produzent
- 2007: Fliegen wirst du noch! (Dokumentation)
- 2009: Lisette und ihre Kinder (Dokumentation)
- 2010: Thomas Hitzlsperger und die Township Kinder (Dokumentation)
- 2017: Nicht ohne uns! (Dokumentation)[31]

### Sprecher
- 2010: Thomas Hitzlsperger und die Township Kinder (Dokumentation)

## Veröffentlichungen
- Malin. Mit Illustrationen von Marcel Keller. Pendragon, Bielefeld 2007, ISBN 3-86532-073-2, (Kinderbuch).
- Vorwort in: Erich Kästner. Vom Kleinmaleins des Seins. Hrsg. von Martin Mühleis. Zürich, Atrium 2010, gebunden, ISBN 978-3-85535-374-3, Leseprobe.
- Empört Euch – weiter! Neue Argumente gegen Stuttgart 21. An einen Ministerpräsidenten und eine Kanzlerin. PapyRossa, Köln 2013, ISBN 3-89438-522-7.
- mit Gerd Leipold: Zeit, sich einzumischen: Vom Taksimplatz nach Island – Begegnungen auf dem Weg ins Anthropozän. Sagas, Stuttgart 2013, ISBN 3-9812510-1-6.

## Auszeichnungen
- 2018: Baden-Württembergischer Filmpreis (Ehrenfilmpreis)

## Filme über Sittler
- Auf der Spur meiner Ahnen. Dokumentarfilm, Deutschland, 2007, 43:30 min, Buch und Regie: Dagmar Wittmers, Produktion: ZDF, Reihe: Auf der Spur meiner Ahnen, Erstsendung: 25. Juli 2007 im ZDF, Inhaltsangabe von fernsehserien.de, Transkript: .[3]
- Walter Sittler – Einer von hier. Dokumentarfilm, Deutschland, 2017, 44 min, Buch und Regie: Ulrike Gehring, Produktion: screen art, SWR, Reihe: Einer von hier, Erstsendung: 2. Dezember 2017 bei SWR Fernsehen, Inhaltsangabe von ARD, online-Video, aufrufbar bis 8. Dezember 2018.